# شيرلي بريغز
شيرلي بريغز (بالإنجليزية: Shirley Briggs) هي عالمة بيئة أمريكية، ولدت في 1918 في آيوا سيتي في الولايات المتحدة، وتوفيت في 11 نوفمبر 2004 في Derwood, Maryland ‏ في الولايات المتحدة.